# Adriana Viñas
Adriana Viñas Joy (San Juan, 1º marzo 1994) è una pallavolista portoricana, nel ruolo di libero.

## Carriera

### Club
La carriera di Adriana Viñas inizia a livello scolastico nella formazione del Colegio Marista, dove gioca per sei annate. Dopo il diploma, si trasferisce per studiare negli Stati Uniti d'America, dove gioca a livello universitario in NCAA Division I con la Long Island, dal 2012 al 2015.
Firma il suo primo contratto professionistico in patria, partecipando alla Liga de Voleibol Superior Femenino 2017 con le Gigantes de Carolina. Col trasferimento della sua franchigia a Trujillo Alto, dal campionato 2019 difende i colori delle Amazonas de Trujillo Alto, giocando sporadicamente come schiacciatrice. Dopo un biennio con la compagine di Trujillo Alto, nella stagione 2021 si accasa con le Sanjuaneras de la Capital.
Nella Liga de Voleibol Superior Femenino 2022 gioca per le Atenienses de Manatí, senza tuttavia finire l'annata. Torna in campo nella Liga de Voleibol Superior Femenino 2024, indossando la casacca delle Mets de Guaynabo.

### Nazionale
Nel 2017 esordisce nella nazionale portoricana, conquistando la medaglia di bronzo alla Coppa panamericana, mentre due anni dopo partecipa alla NORCECA Champions Cup, dove viene insignita dei premi come miglior difesa e miglior libero.

## Palmarès

### Nazionale (competizioni minori)
- Coppa panamericana 2017

### Premi individuali
- 2019 - NORCECA Champions Cup: Miglior difesa
- 2019 - NORCECA Champions Cup: Miglior libero